# Cleo King

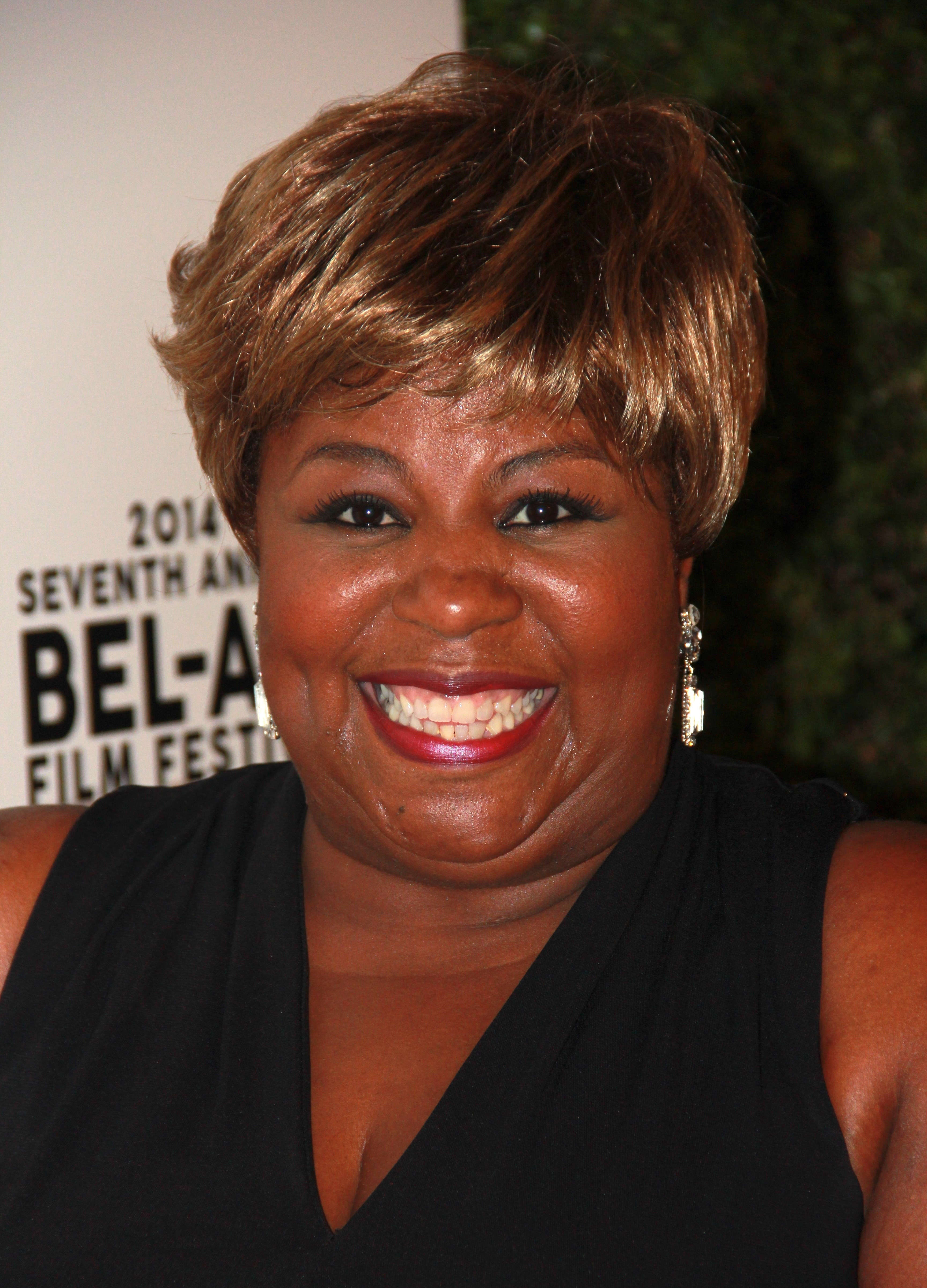
Cleo King (2014)

Cleo King (* 21. August 1962 in St. Louis als Harriet Cleo King) ist eine US-amerikanische Schauspielerin.

## Leben und Karriere
Kings bekanntesten Rollen sind die der Tante Lou in der HBO-Dramaserie Deadwood und der Helene Parks in Boston Public. Zudem erlangte sie Bekanntheit durch die Darstellungen von Polizisten, so beispielsweise als Officer Garden in Hangover, in Ey Mann, wo is’ mein Auto? oder in Ananas Express.
King trat in zahlreichen Filmen, Fernsehserien und Werbespots auf. Ihre bekannteste Rolle ist die der Rosetta „Nana“ McMillan in der Sitcom Mike & Molly. Obwohl sie nur sieben Jahre älter ist als Reno Wilson, der Mikes Freund Carl spielt, tritt sie als seine Großmutter auf.
2009 spielte sie in der Serie Sons of Anarchy mit, zudem hatte sie Rollen in den Serien Lost, It’s Always Sunny in Philadelphia, Eli Stone, The West Wing – Im Zentrum der Macht, Friends und Six Feet Under – Gestorben wird immer.
King hatte Rollen in den Filmen Transformers: Ära des Untergangs (2014) and Just Before I Go (2014). 2014 trat sie in zwei Folgen der Sitcom Jennifer Falls auf.
Von 2017 bis 2018 trat sie in der Netflix-Serie Eine Reihe betrüblicher Ereignisse als Eleanora Poe, die Frau von Arthur Poe, auf.

## Filmografie (Auswahl)
- 1988: Die Bill Cosby Show (The Cosby Show, Fernsehserie, eine Folge)
- 1993: Das Leben – Ein Sechserpack (Six Degrees of Separation)
- 1997: White Lies – Das Leben ist zu kurz, um ehrlich zu sein (White Lies)
- 1997: Echt super, Mr. Cooper (Hangin' With Mr. Cooper, Fernsehserie, eine Folge)
- 1997: Touch Me – Kampf gegen die Zeit (Touch Me)
- 1997–1998: Murphy Brown (Fernsehserie, 3 Folgen)
- 1998: Ein Wink des Himmels (Promised Land, Fernsehserie, eine Folge)
- 1999: Skrupellos gehandelt – Babies gegen Bares (Border Line, Fernsehfilm)
- 1999: Magnolia
- 2000: Emergency Room – Die Notaufnahme (ER, Fernsehserie, eine Folge)
- 2000: Road Trip
- 2000: Ey Mann, wo is’ mein Auto? (Dude, Where’s My Car?)
- 2001: Diagnose: Mord (Diagnosis: Murder, Fernsehserie, eine Folge)
- 2001: Gilmore Girls (Fernsehserie, eine Folge)
- 2001: Ally McBeal (Fernsehserie, eine Folge)
- 2001: Bubble Boy
- 2001: Borderline – Kein Weg zurück (On the Borderline)
- 2001–2002: Boston Public (Fernsehserie, 9 Folgen)
- 2002: Charmed – Zauberhafte Hexen (Charmed, Fernsehserie, eine Folge)
- 2002: Six Feet Under – Gestorben wird immer (Six Feet Under, Fernsehserie, eine Folge)
- 2002: Friends (Fernsehserie, eine Folge)
- 2002: Waking Up in Reno
- 2003: National Security
- 2003: Das Leben des David Gale (The Life of David Gale)
- 2003: Dogville
- 2003: The Brotherhood of Poland, New Hampshire (Fernsehserie, 7 Folgen)
- 2004/2005: The West Wing – Im Zentrum der Macht (The West Wing, Fernsehserie, 2 Folgen)
- 2005: Monk (Fernsehserie, eine Folge)
- 2005: CSI: Vegas (CSI: Crime Scene Investigation, Fernsehserie, eine Folge)
- 2005: Navy CIS (Navy NCIS, Fernsehserie, eine Folge)
- 2006: Die Bankdrücker (The Benchwarmers)
- 2006: So noTORIous (Fernsehserie, 8 Folgen)
- 2006: Hood of Horror
- 2006: Deadwood (Fernsehserie, 9 Folgen)
- 2006: Numbers – Die Logik des Verbrechens (NUMB3RS, Fernsehserie, eine Folge)
- 2006: Dreamgirls
- 2007: Immer wieder Jim (According to Jim, Fernsehserie, eine Folge)
- 2007: Lost (Fernsehserie, eine Folge)
- 2007: Bones – Die Knochenjägerin (Bones, Fernsehserie, eine Folge)
- 2007: Unverblümt – Nichts ist privat (Towelhead)
- 2008: Ananas Express (Pineapple Express)
- 2008: Spritztour (Sex Drive)
- 2009: Hangover (The Hangover)
- 2009: Sons of Anarchy (Fernsehserie, 3 Folgen)
- 2010: Valentinstag (Valentine’s Day)
- 2010: American Dad (Fernsehserie, eine Folge, Sprechrolle)
- 2010: Ganz schön schwanger (Notes from the Underbelly, Fernsehserie, eine Folge)
- 2010: It’s Always Sunny in Philadelphia (Fernsehserie, eine Folge)
- 2010–2016: Mike & Molly (Fernsehserie, 54 Folgen)
- 2011: Demoted – Wer ist hier der Boss? (Demoted)
- 2012: Family Guy (Fernsehserie, eine Folge, Sprechrolle)
- 2014: Transformers: Ära des Untergangs (Transformers 4)
- 2014: New Girl (Fernsehserie, eine Folge)
- 2015: The Big Leaf (Fernsehfilm)
- 2015: Young & Hungry (Fernsehserie, eine Folge)
- 2016: Fresh Off the Boat (Fernsehserie, eine Folge)
- 2017: American Koko (Fernsehserie, 3 Folgen)
- 2017–2018: Eine Reihe betrüblicher Ereignisse (A Series of Unfortunate Events, Fernsehserie, 6 Folgen)
- 2018: Shameless (Fernsehserie, eine Folge)
- 2018: Young Sheldon (Fernsehserie, eine Folge)
- 2018: Mom (Fernsehserie, eine Folge)
- 2019: Deadwood – Der Film (Deadwood: The Movie, Fernsehfilm)
- 2019: Justine
- 2019: Grey’s Anatomy (Fernsehserie, 3 Folgen)
- 2021: 9-1-1: Lone Star (Fernsehserie, eine Folge)
- 2021: Ride the Eagle